# Okoumé

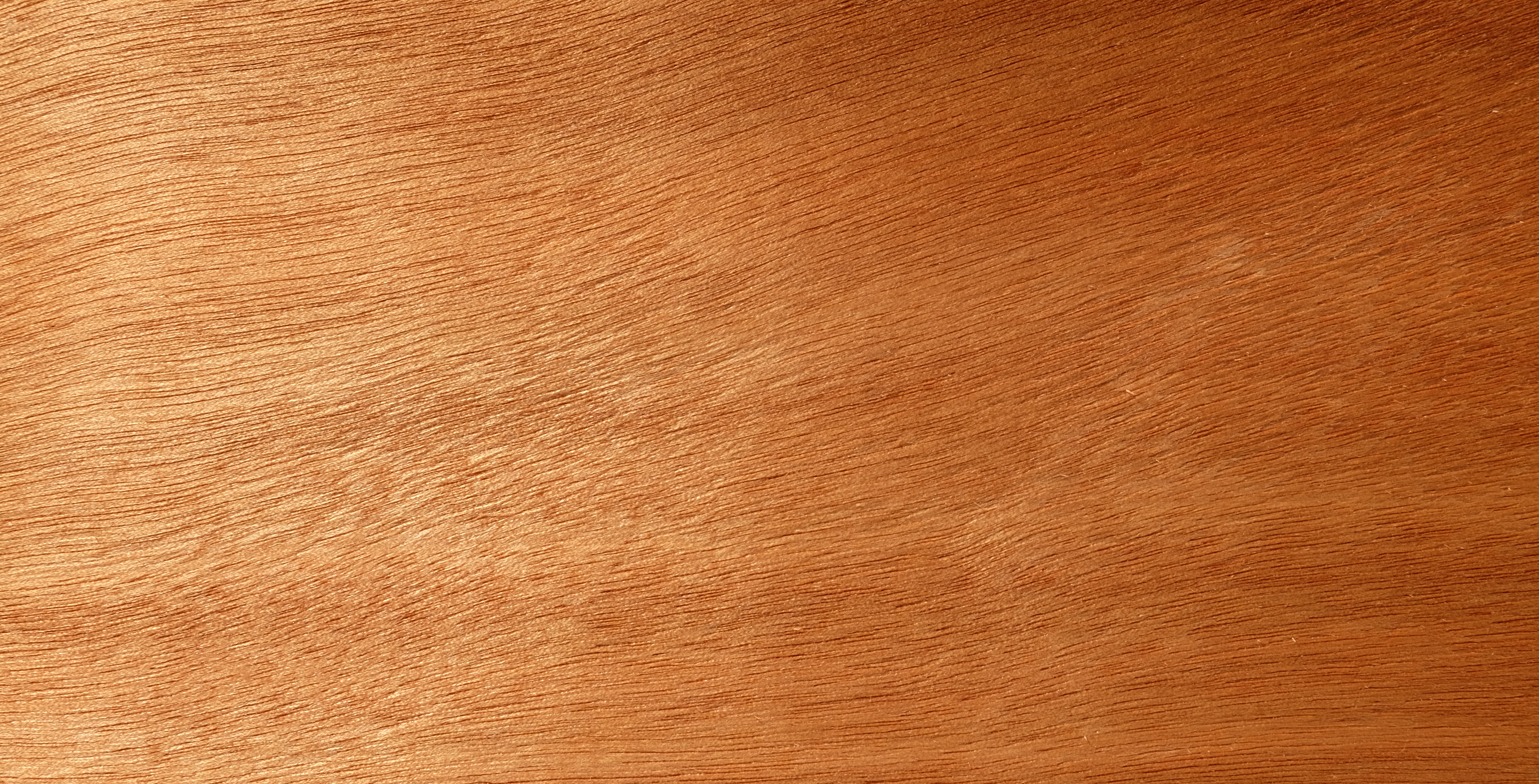
Okoumé, langsvlak

Okoumé is een houtsoort die afkomstig is uit tropisch West-Afrika; en voornamelijk geleverd wordt uit Gabon. Okoumé heeft een rossige kleur. 
Het is niet erg zwaar, erg sterk of erg mooi: het is vooral gelijkmatig. Het wordt normaliter verwerkt tot multiplex platen. De verwerking van het hout tot multiplex vindt traditioneel plaats in landen rond de Middellandse Zee, zoals Marokko en Frankrijk. Okouméplaten worden zowel binnenshuis als buitenshuis toegepast. Het hout is niet duurzaam.
Het wordt geleverd door één boomsoort, Aucoumea klaineana (familie Burseraceae).